# Мас-Колелл, Андреу
Андреу Мас-Колелл (кат. Andreu Mas-Colell; род. 29 июня 1944, Барселона) — испанский и американский экономист каталонского происхождения.

## Биография
Учился в Вальядолидском университете. Доктор философии (1972) Миннесотского университета. Преподавал в Калифорнийском (Беркли) университете (1972—1981, профессор с 1979), Гарварде (1981—1995), университете Помпеу Фабра (Барселона, с 1995). Президент Эконометрического общества (1993). Президент Европейской экономической ассоциации (2006). Четырежды Мас-Колелл становился министром (образования и науки, образования и экономики) женералитета Каталонии.
За свои достижения был неоднократно награждён.
- 2009 — BBVA Foundation Frontiers of Knowledge Award;
- 2015 — Erasmus Medal[нем.] Европейской академии.